# Trogon pattu
Trogon caligatus
Espèce
Le Trogon pattu ou Trogon à lunettes jaunes (Trogon caligatus) est une espèce d'oiseaux de la famille des Trogonidae.

## Description
Ce trogon mesure environ 23 cm de longueur. Il présente un dimorphisme sexuel. Les deux sexes ont le ventre jaune et le dessous de la queue barré noir et blanc. Le mâle a les cercles oculaires jaunes, la tête et la poitrine bleu foncé. La femelle a les cercles oculaires irréguliers blanc grisâtre, la tête, la poitrine et le dos gris foncé.

## Répartition
Cet oiseau vit dans le centre-est du Mexique, en Amérique centrale (Costa Rica...) et jusqu'au nord-ouest de l'Amérique du Sud (au nord-ouest de la cordillère des Andes en Colombie, en Équateur et au Venezuela) .

## Habitat
Cette espèce fréquente les forêts sèches et surtout humides, plutôt claires, et leurs lisières jusqu'à 1 000 m d'altitude.

## Alimentation
À partir d'un perchoir, cet oiseau s'élance pour cueillir des fruits ou capturer des insectes en volant sur place.

## Systématique
Il était autrefois considéré comme une sous-espèce de l'autre espèce vivant exclusivement en Amérique du Sud, le Trogon violacé (T. violaceus).